# Foco calórico
Un foco calórico, foco térmico o foco calorífico es cualquier sistema termodinámico capaz de intercambiar cualquier cantidad de calor sin que cambien sus propiedades, es decir, que si en el estado A posee unas presión, volumen y temperatura (P,V,T) determinadas, tras perder o ganar calor y alcanzar el estado B, no volverán a ser las mismas presión, volumen y temperatura iniciales.
Los focos calóricos no tienen restricciones a la hora de emitir calor, o sea, pueden transmitir calor de modo perfecto por conducción, convección y radiación.
Esta definición es una idealización ya que, en la práctica, no existen focos caloríficos. Ahora bien, según la escala en la que se trabaje sí que se pueden considerar ciertas cosas como focos caloríficos; por ejemplo, el Sol respecto de una persona en la Tierra puede ser tratado como un foco calórico, porque el calor que recibe la persona del Sol provoca una variación irrelevante en éste.
Los lagos, océanos y ríos a menudo sirven como reservorios térmicos en procesos geofísicos, como el clima. En la ciencia atmosférica, las grandes masas de aire en la atmósfera a menudo funcionan como depósitos térmicos.
Dado que la temperatura de un depósito térmico T no cambia durante la transferencia de calor, el cambio de entropía en el depósito es:
{\displaystyle dS_{\text{Res}}={\frac {\delta Q}{T}}.}
La suma de particiones microcanónicas
{\displaystyle Z(E)} de un baño de calor de temperatura T tiene la propiedad:
{\displaystyle Z(E+\Delta E)=Z(E)e^{\Delta E/k_{\text{B}}T}}
Dónde 
{\displaystyle k_{\text{B}}} es la constante de Boltzmann. Por lo tanto, cambia por el mismo factor cuando se agrega una cantidad dada de energía. El factor exponencial en esta expresión se puede identificar con el recíproco del factor de Boltzmann.